# 下司镇 (独山县)
下司镇，是中华人民共和国贵州省黔南布依族苗族自治州独山县下辖的一个乡镇级行政单位。
2013年6月28日，贵州省人民政府批复同意独山县行政区划调整，将原甲里镇四九村、星朗村划入下司镇。

## 行政区划
下司镇下辖以下地区：
下下司村、麻根村、塘芒村、阳角村、拉抹村、新和村、铁坑村、新兴村、群巷村、新同村、铁山村、拉播村、四九村和星朗村。